# Ханженково
Ханже́нково (укр. Ханжо́нкове) — часть территории Советского района города Макеевка, Донецкая область, Украина. 
Недалеко от него в посёлке Ханженковка (Верхне-Ханженковский Петровский), ныне это село Верхняя Крынка, родился Александр Алексеевич Ханжонков (1877—1945) — основоположник отечественного кинематографа. Начиная с 2002 года, в его честь в Макеевке ежегодно проходила уникальная культурная акция «Дни Ханжонкова на Родине». Макеевку посещали известные кинематографисты и актёры из России и с Украины, акцию поддерживал Дом Ханжонкова в Москве.
Ханженково ныне — большой посёлок с многоэтажными жилыми массивами. Население посёлка составляет 40 007 человек на 2001 год.

## Экономика
Ранее преимущественно угольная промышленность, но в кризис 1990-х годов распалась.
- Ханженковский завод древесных плит (ХЗДП)
- ООО «Салком Плюс» (бывший ОРС)
- Макеевский ремонтный завод
- ООО «Энергокапитал», доменное производство (находится на реконструкции, но из-за боевых действий реконструкция законсервирована, ранее углеобогатительная фабрика ЦОФ «Антрацит»)
- Шахта имени Кирова
- Шахта № 13-бис (закрыта, работает водоотлив)

## Транспорт
Железнодорожная станция Ханженково на соединении линий Ясиноватая-Иловайск и Горловка-Иловайск.
Железнодорожные станции Советская, центральная, Северная, Степная, Кировская, Западная ГП «Макеевпогрузтранс».
Общественный городской транспорт представлен автобусами (марки ПАЗ, ЛАЗ, Богдан, Эталон), маршрутными такси (микроавтобусы Рута 22/23, ГАЗель, Фольксваген, Мерседес), автостанция Ханженково — АС «Советская». Автобусное сообщение представлено следующими маршрутами:
- 5а АС «Плехановская» (центр) — АС «Советская» (через пос. Буроз)
- 6 АС «Плехановская» (центр) — АС «Советская»
- 6а АС "Плехановская" (центр) — АС "Советская" (едет через посёлок 4-13)
- 22 «Даки» — АС «Советская»
- 17 «Шахта № 21» — АС «Советская»
- 50 АС «Советская» —  пос. Фурманово (едет через мост рынка (внизу ЖД пути жд вокзала "Ханженково") ООО "Десна", проезжает по пос. Собачёвка, доезжает до Кургана и едет через Фурманово по ул. Новочеркасская до АС Советская). С 2023 года не ездит ввиду плачевного состояния дороги.
- 51 АС «Советская» —  пос. «Ханженково-Северный»
- 53 АС «Советская» — пос. Нижняя Крынка
- 56 ж/д вокзал — АС «Советская» (через пос. Бажанова, Буроз)
- 25 АС «Советская» — пос. «Объединённый»

До начала 2000-х годов в районе эксплуатировались троллейбусы:
- 7 Детский мир (центр) — пос. Объединённый
- 9 пос. Объединённый — АС «Советская»

## Основные улицы
- улица Кирова
- улица Кулабухова
- улица XX Партсъезда
- улица Фрунзе
- улица Ульянова

Улицы второстепенного значения:
- улица Скнарёва
- улица Гаврилова

## Социальная сфера
Одна городская больница № 6, взрослая и детская поликлиники, родильное отделение, стоматологическая поликлиника № 2. Взрослая и детская библиотеки. Стадион «Авангард». Пожарная часть, военизированная горноспасательная часть (ВГСЧ). Храм святой равноапостольной княгини Ольги и Храм святого Николая Чудотворца. Торговля: рынок «Десна», супермаркет «Геркулес Молоко», супермаркет «Вектор» (ранее «Первый Республиканский супермаркет», ещё ранее «АТБ»), универмаг «Украина», продуктовые магазины «Визит», «Космос», «Смак», «Кольцо», строительный «Новострой», товары для детей «Детский мир».

## Культура
- Муниципальное бюджетное учреждение "Дворец культуры им. Воровского"
- Муниципальное учреждение дополнительного образования «Центр детского и юношеского творчества 2 города Макеевки»
- Центр культуры имени А. Ханжонкова.

## Образование
- Музыкальная школа
- Начальные и общеобразовательные школы № 1, № 80, № 83, № 72, № 41, № 16, № 17, № 19 (Буроз)
- Профессиональное техническое училище № 85, № 106 (горное)

## Исторические персоналии
Александр Алексеевич Ханжонков (Ханжёнков) (27 июля (8 августа) 1877, посёлок Верхне-Ханжёновский, Российская империя) — 26 сентября 1945, Ялта, СССР) — русский и советский предприниматель, организатор кинопроизводства, режиссёр, сценарист, один из пионеров русского кинематографа.

## Достопримечательности
- Курган «Горелая могила»
- Памятник "Скорбящий ангел"
- Памятник "Александру Ханжонкову"
- Памятник "Шубину"
- Памятник "Шахтерской Берегине"
- Мемориальная доска Ханжёнкову установлена на ЖД Вокзале в 2000х годах.